# 現象の花の秘密
『現象の花の秘密』（げんしょうのはなのひみつ）は、日本のシンガーソングライター平沢進の12枚目のアルバム。2012年11月23日に自主レーベルのテスラカイトより発売された。

## 解説
タイトルはカール・グスタフ・ユングの著書｢黄金の華の秘密｣のオマージュ。
平沢自身が「新機軸」「今までのヒラサワ作品に有りそうで無かったもの」と話した通り、これまで多用された電子音や無国籍風のアレンジは鳴りを潜め、「Aria」より導入されたストリングス音源「Hollywood Strings」を大々的にフィーチャーしている。
アルバム発売に先駆けて、華の影と脳動説、空転Gが2012年6月に行われたライブ「PHONON2555」で演奏された。
「現象の花の秘密」という語はP-MODELのアルバム『舟』に収録されている平沢が作詞・作曲した楽曲「Welcome」において使用されている。

## 収録曲
1. 現象の花の秘密 - The Secret of The Flowers of Phenomenon
  - 1番とサビのみのショートバージョンとして先行無料配信された。発売後はフルバージョンに差し替えられている。
2. 幽霊船 - Ghost Ship
  - ライブ「WORLD CELL 2015」ではドラムを加えたアレンジで演奏され、その後『WORLD CELL 2015 メモリアル・パッケージカード』にて「幽霊船 2015」として配信された。
3. 華の影 - The Shadow of Bloom
4. 脳動説 - Brain-Centric Theory
5. 盗人ザリネロ - Zalinero The Thief
6. 侵入者 - The Visitor
7. Astro-Ho! Phase-7
  - 「Astro-Ho」、「Astro-Ho-06」、「Astro-Ho! 帰還」に続くAstro-Ho!シリーズの4作目。
  - イントロ、間奏のカラカラという音はギターによるもので、レコーディングにはTalbo Astro、ライブ「ノモノスとイミューム」ではEVOが使用された。
8. Amputee ガーベラ - Amputee Gerbera
  - ガーベラ（HALDYN DOME収録）及び作者の折茂昌美とは無関係。ただしライブ「ノモノスとイミューム」では登場人物及び種族名として使用された他、折茂がサンミア役としてゲスト出演している。
9. 冠毛種子の大群 - Horde of Thistledown
  - 「ベルセルク 黄金時代篇 堕ちた鷹」エンディングテーマ。『Ash Crow - 平沢進 ベルセルク サウンドトラック集』にリミックスバージョンが収録された。
10. 空転G - Circular G

### ボーナストラック
どちらもテクノポップ風にアレンジされている。
1. 現象の花の秘密-E - The Secret of The Flowers of Phenomenon-E
2. Amputee ガーベラ-E - Amputee Gerbera-E

## 参加ミュージシャン
- 平沢進 - ボーカル、シンセサイザー